# Kourabi Nenem
Kourabi Nenem est un dirigeant sportif et homme politique kiribatien, vice-président des Kiribati du 13 mars 2016 au 18 juin 2019.

## Biographie

### Carrière sportive
Il est président de la Fédération nationale de volley-ball de septembre 2010 à 2012 et de celle de lutte depuis 2009. Il entraîne l'équipe de volley des Raiwai Rebels en 2015.

### Carrière politique
Le 7 janvier 2016, il est élu député au Parlement dans la circonscription de Tarawa-Sud. Le 13 mars suivant, il est nommé vice-président des Kiribati par le président Taaneti Mwamwau, en remplacement de Teima Onorio. Il est également désigné comme ministre des Travaux publics et des Services publics, puis de la Jeunesse, des Femmes et du Sport. En juin 2019, il est démis de ses fonctions sans autre précision, semble-t-il pour avoir effectué sans autorisation un voyage en Indonésie. Teuea Toatu, le ministre des Finances, est nommé à sa succession.